# Ostra Bramatoppen
Ostra Bramatoppen er med 1.035 moh det højeste bjerg i Pilsudskibjergene på øgruppen Svalbard. Det er placeret i det sydvestlige hjørne af øen Spitsbergen. Bjerget blev navngivet i 1934 af deltagerne i den polske videnskabelige ekspedition med henvisning til Morgengryets Port (polsk: Ostra Brama) i den daværende polske by Wilno, hvorfra to medlemmer af ekspeditionen kom, og hvor professoren i zoologi var Michał Siedlecki, far til geolog Stanisław Siedlecki, der deltog i ekspeditionen.